# Michail Južnyj
Michail Michajlovič Južnyj, accreditato come Mikhail Youzhny dall'ATP, (in russo Михаил Михайлович Южный?; Mosca, 25 giugno 1982), è un ex tennista e allenatore di tennis russo.
Ha vinto 10 tornei ATP in singolare e 9 in doppio. Le sue migliori posizioni nel ranking mondiale sono state l'8ª in singolare nel 2008 e la 38ª in doppio nel 2011.
È stato protagonista in Coppa Davis, manifestazione che ha conquistato nel 2002 e nel 2006. Ha disputato due semifinali agli US Open ed è arrivato ai quarti di finale nelle altre tre prove del Grande Slam. Vanta quattro vittorie su Rafael Nadal, che ha battuto 6-0, 6-1 nella finale del Chennai Open 2008 infliggendogli la più pesante sconfitta in carriera. Dopo il ritiro dall'agonismo ha iniziato l'attività di allenatore e nell'agosto 2019 è diventato il coach di Denis Shapovalov, mantendendo tale ruolo fino al 2021 e riprendendolo brevemente nel 2022.

## Caratteristiche tecniche

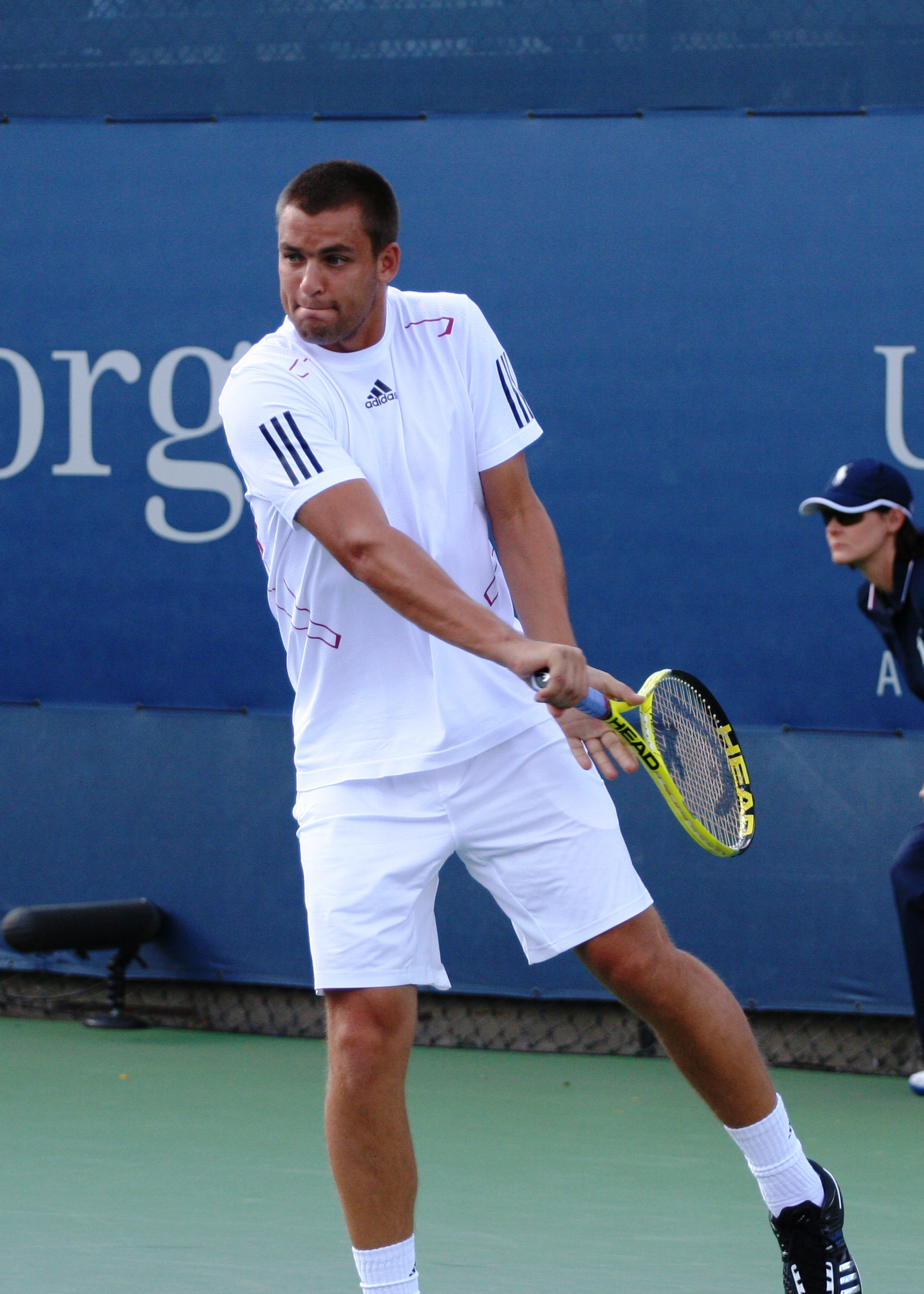
Preparazione del rovescio topspin agli US Open 2010

Giocatore destrimano, i suoi colpi migliori erano la volée e il rovescio, che giocava a una mano. Il suo efficace rovescio in topspin era la sua migliore arma di attacco e lo eseguiva in modo non ortodosso, per imprimere maggiore potenza alla palla in fase di caricamento impugnava la racchetta con entrambe le mani e toglieva la sinistra un attimo prima di colpire la palla. Lo slice di rovescio, che utilizzava spesso sia in fase di difesa che in fase di attacco, era molto spettacolare e considerato uno dei migliori del circuito. I punti deboli erano il servizio e la sua limitata velocità negli spostamenti. Aveva uno stile di gioco elegante ed era imprevedibile. Sopperiva con intelligenza alle proprie lacune in virtù di un ottimo senso tattico e variando spesso il proprio gioco, in particolare quando giocava con avversari più dotati dal punto di vista atletico.
Ha ottenuto buoni risultati su tutte le superfici e in particolare era uno specialista sull'erba. Era considerato un grande combattente per la sua forza mentale che gli consentiva di mantenere la concentrazione nei momenti di difficoltà e di ribaltare incontri i cui esiti sembravano compromessi. A questo proposito sono famosi il suo trionfo nella finale della Coppa Davis 2002, quando era sotto di due set, e l'episodio accaduto durante un incontro al Miami Masters del 2008, nel quale sbaglia una facile palla break per portarsi sul 5-5 del set decisivo e si colpisce la fronte tre volte con la racchetta procurandosi una ferita profonda. Riprende dopo qualche minuto e vince l'incontro. Un altro suo limite è stata la mancanza di continuità, alternando spettacolari vittorie contro grandi giocatori a banali sconfitte.

## Biografia

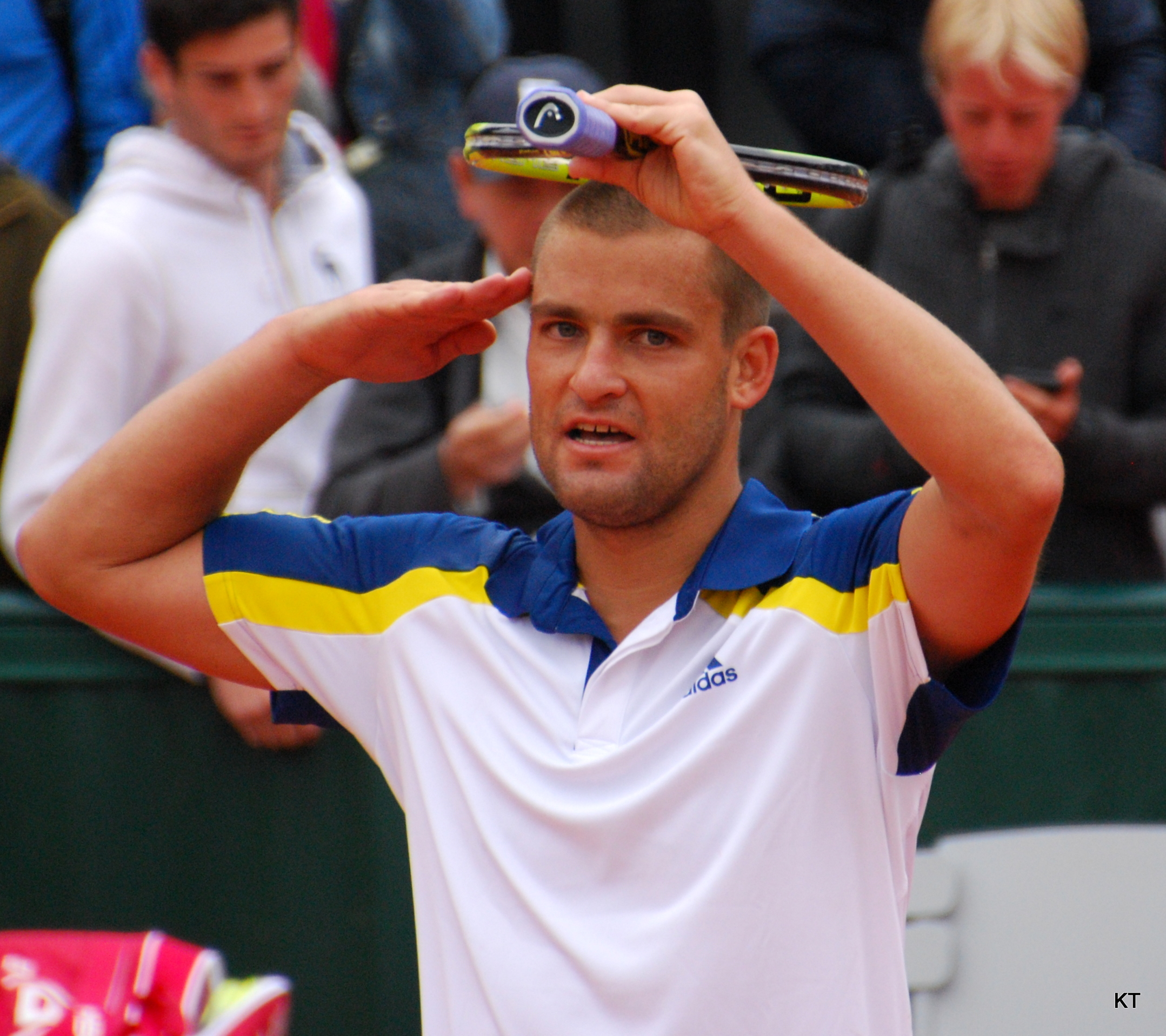
Il tipico saluto militare di Youzhny

Figlio dell'ufficiale dell'esercito russo Mikhail e di Lubov, anche il fratello Andrei è stato tennista professionista. Da bambino il suo giocatore preferito era Stefan Edberg. Inizia a giocare a tennis a sei anni e nell'adolescenza pratica la disciplina nei circoli di tennis dell'esercito. A 13 anni è uno dei raccattapalle nella finale di Mosca della Coppa Davis 1995. Si laurea in filosofia all'Università di Mosca il 15 novembre 2011. Il 22 novembre 2008 sposa Yulia, dalla quale ha i figli Maxim nel 2009 e Igor nel 2012. Annuncia il ritiro dall'agonismo dopo aver giocato il St. Petersburg Open 2018, quando era alla posizione nº 110 del ranking ATP. Soprannominato "colonnello", era famoso per il saluto militare al pubblico al termine degli incontri, con una mano sulla fronte e la racchetta appoggiata in testa al posto del cappello.

## Carriera da giocatore

### Juniores
Il suo primo allenatore è A.M. Abashkin e nel 1992 passa sotto la guida di Boris Sobkin, che sarà il suo coach per tutta la carriera. Debutta tra gli juniores nell'aprile 1995 al torneo internazionale di Sochi perdendo al primo turno contro Andrei Stoliarov. Nel 1997 perde contro Maxim Belski la semifinale della Ozeroc Cup, dopo aver battuto nei quarti Nikolaj Davydenko. Nello stesso torneo perde la finale del doppio, giocando in coppia con Davydenko, contro Belski/Igor Kunitsyn. Nell'agosto 1997 vince il primo torneo da juniores in doppio in coppia con Kunitsyn e nel febbraio 1998 vince il primo torneo di categoria in singolare battendo in finale Frantisek Babej. Debutta in una prova juniores dello Slam al torneo di Wimbledon 1998 e al primo turno viene eliminato da Andrej Kracman. Quell'anno viene sconfitto da David Nalbandian nel terzo turno degli US Open. All'Australian Open 1999 perde la finale in tre set contro Kristian Pless. Il suo best ranking da juniores è il 20º posto raggiunto nel gennaio 2000.

### 1998-1999: primi titoli ITF e top 300
Fa il suo esordio nel circuito ITF al torneo Futures Russia F1 del maggio 1998 e la settimana successiva vince il primo incontro da professionista al Russia F2, si spinge fino ai quarti e guadagna i primi 4 punti nel ranking. Al torneo di doppio del Russia F3 disputa in coppia con Igor Tchelychev la sua prima semifinale ITF. Comincia a giocare stabilmente nel circuito ITF nel 1999 e in agosto vince il primo titolo di categoria battendo per 6-3, 6-4 Michaël Llodra nella finale del torneo Belarus F1. La settimana dopo vince il titolo sia in singolare che in doppio, in coppia con il fratello Andrei, al Russia F2. Subito dopo disputa il suo primo incontro nel circuito Challenger e perde al primo turno del Bulgarian Open dopo aver vinto il primo set. In ottobre vince i due tornei Futures Great Britain F10 e F11 ed entra nella top 400 del ranking. Il mese dopo esordisce nel circuito maggiore con una sconfitta al primo turno del torneo ATP di Mosca. Vince il primo incontro in un Challenger al successivo torneo di Nümbrecht, al primo turno batte in rimonta il nº 55 ATP Jeff Tarango, cogliendo la prima vittoria su un top 100, e si spinge fino ai quarti di finale. Grazie a questi risultati approda alla posizione nº 287 del ranking.

### 2000: debutto in Coppa Davis e primi titoli Challenger
Viene convocato per la prima volta nella squadra russa di Coppa Davis in vista della sfida con il Belgio a Mosca, debutta il 6 febbraio del 2000 a risultato acquisito di 3-0 per la Russia superando Olivier Rochus con il punteggio di 7-6, 6-2. Abbandona definitivamente il circuito ITF e in marzo accede alla sua prima finale Challenger a Cherbourg, nella quale Julien Boutter gli concede un solo gioco. In aprile fa il suo ingresso nella top 200. Il 21 maggio si aggiudica il primo titolo Challenger battendo nella finale di Samarcanda Jan Frode Andersen per 7-6, 2-6, 7-6. Dopo aver fallito la qualificazione al Roland Garros (prima esperienza in una prova dello Slam), in giugno vince il suo primo incontro nel circuito maggiore al torneo sull'erba di 's-Hertogenbosch battendo in tre set Daniel Nestor. In luglio vince il primo Challenger in doppio a Ulm in coppia con Orlin Stanojčev. In ottobre raggiunge per la prima volta i quarti di finale in un torneo ATP a Mosca, dove supera i top 100 Fabrice Santoro e Thomas Johansson per poi arrendersi al tiebreak del set decisivo a Marc Rosset. Nel corso della stagione continua a progredire nel ranking e dopo Mosca raggiunge il 110º posto mondiale.

### 2001: debutto nei tornei del Grande Slam e top 60
Inizia il 2001 sconfiggendo il nº 14 ATP Franco Squillari al primo turno a Pune e viene eliminato al secondo. Due settimane dopo debutta in una prova del Grande Slam all'Australian Open, supera i primi due turni ed esce al terzo per mano di Andrew Ilie; a fine torneo si trova per la prima volta nella top 100, in 93ª posizione. Prosegue la scalata in classifica arrivando in semifinale nel successivo torneo ATP di Copenaghen, dove viene eliminato in tre set da Andreas Vinciguerra dopo aver battuto nei quarti Magnus Gustafsson. In aprile prende parte alla sfida di Coppa Davis persa 1-4 contro la Svezia e viene sconfitto in tre set in entrambi i singolari contro Magnus Norman e Thomas Johansson, rispettivamente nº 5 e 25 del ranking. Partecipa al suo primo torneo Masters Series in aprile a Monte-Carlo e nei primi due turni supera in due set il nº 38	ATP Nicolas Kiefer e in tre set il nº 39 Jonas Björkman prima di essere eliminato in due set da Alberto Martín. Alla sua prima apparizione nel main draw del Roland Garros esce al primo turno per mano di Jacobo Díaz in 4 set.
Prepara Wimbledon sull'erba del Queen's, al primo turno sconfigge in due set l'emergente Andy Roddick e al secondo viene sconfitto in tre set da Raemon Sluiter. Esce al secondo turno anche al Nottingham Open. Al suo debutto a Wimbledon batte al primo turno Vladimir Voltchkov in 4 set, al secondo Antony Dupuis in 3 set e accede al quarto turno per il ritiro di Santoro. Viene estromesso dal torneo dal nº 10 del mondo Patrick Rafter, che vince in quattro set dopo aver perso il primo. In agosto fa il suo esordio all'ultimo Slam che gli mancava, gli US Open, al primo turno supera in 4 set Bohdan Ulihrach e approfitta del ritiro di Jan-Michael Gambill per sfidare al terzo turno il tre volte campione ed ex numero 1 del mondo Pete Sampras, il quale gli infligge un pesante 3-6, 2-6, 2-6. A fine torneo Južnyj ritocca il suo best ranking salendo in 53ª posizione. Non ottiene altri risultati di rilievo nel prosieguo della stagione, che termina al 58º posto mondiale.

### 2002: primo titolo ATP, trionfo in Coppa Davis e nº 32 del ranking
Viene eliminato al primo turno a Doha al suo esordio stagionale, ma nel torneo di doppio raggiunge la semifinale in coppia con Rainer Schüttler. L'unico risultato di rilievo a inizio stagione in singolare è il terzo turno all'Australian Open. In aprile si ferma in semifinale a Casablanca, sconfitto in due set dal padrone di casa Younes El Aynaoui che si aggiudicherà il titolo. Subisce identica sorte in maggio al torneo ATP di Monaco di Baviera, dove però viene battuto al tie-break del set decisivo da El Aynaoui che va a vincere il torneo. A Wimbledon raggiunge gli ottavi di finale dopo aver sconfitto Gastón Gaudio in 5 set e Nicolas Escudé in 4, si arrende quindi al nº 1 del mondo Lleyton Hewitt che lo supera in tre set e finirà per vincere l'unico Slam londinese della sua carriera. Il 21 luglio 2002, Južnyj alza il suo primo titolo ATP vincendo l'International Series di Stoccarda; al primo turno supera in tre set Hicham Arazi, al secondo elimina in due set il nº 21 ATP Nicolás Lapentti, si prende quindi la rivincita su El Aynaoui lasciandogli appena 5 game, in semifinale piega in tre set Lars Burgsmüller e trionfa in finale battendo per 6-3, 3-6, 3-6, 6-4, 6-4 il nº 19 ATP Guillermo Cañas.
Al successivo torneo di Sopot raggiunge i quarti e deve quindi fermarsi 6 settimane per un infortunio alla schiena. Rientra in settembre e in ottobre torna a disputare un ottavo di finale di un Master Series a Madrid; dopo aver disposto con facilità del nº 23 ATP Juan Ignacio Chela e del nº 13 Andy Roddick, viene piegato in due set dal nº 8 Sébastien Grosjean. La settimana dopo arriva in finale a San Pietroburgo, ed è di nuovo Grosjean che gli sbarra la strada imponendosi con il punteggio di 7-5, 6-4. La sequenza di risultati porta Južnyj al 32º posto del mondo, nuovo best ranking.

#### L'impresa in Coppa Davis
A fine novembre si tiene a Parigi l'attesa finale della Coppa Davis 2002 tra la Francia campione uscente e la Russia, che cerca il primo titolo dopo le due finali perse nel 1994 e 1995. Južnyj viene portato a Parigi come riserva di Marat Safin e Evgenij Kafel'nikov, rispettivamente nº 3 e 27 del mondo. Safin vince entrambi i singolari mentre Kafel'nikov non si trova in un gran momento di forma e perde il primo contro Grosjean e in doppio con Safin. Per l'incontro decisivo del 1º dicembre contro Paul-Henri Mathieu, Južnyj viene quindi preferito a Kafel'nikov. Nella prima parte del match subisce il potente gioco del francese che si porta in vantaggio due set a zero, cambia quindi tattica e rompe il ritmo dell'avversario variando il gioco alternando precisi colpi in topspin a efficaci palle smorzate. Cambia così l'inerzia dell'incontro e porta a casa il successo più importante della carriera con il punteggio di 3-6, 2-6, 6-3, 7-5, 6-4, regalando alla Russia il primo titolo.

### 2003: tre semifinali ATP
Comincia bene la stagione a Doha arrivando in semifinale, nella quale cede il passo a Jan-Michael Gambill. Agli Australian Open si presenta per la prima volta testa di serie in uno Slam, la nº 25, e raggiunge gli ottavi di finale superando al terzo turno il nº 7 del mondo Jiri Novak; è la sua prima vittoria su un top 10, l'anno prima aveva passato il turno contro il nº 7 Tommy Haas, che si era però ritirato durante il match. Viene quindi eliminato dal nº 10 Andy Roddick dopo essere stato in vantaggio di due set. Nei tornei successivi e in Davis subisce altre sei sconfitte consecutive e si sblocca a Monaco di Baviera, dove arriva ai quarti di finale ed esce per mano del nº 5 del mondo Federer che gli concede solo 5 giochi. All'Amburgo Masters sconfigge nuovamente Novak e al terzo turno si arrende al nº 16 ATP Guillermo Coria. Vince per la prima volta un incontro al Roland Garros, ma al secondo turno viene eliminato a sorpresa dal qualificato Attila Sávolt. Sull'erba di Halle sconfigge ancora Novak ma si deve arrendere in semifinale a Federer, al quale strappa un set. Si presenta a Wimbledon con la testa di serie nº 16 ma non raggiunge il quarto turno come gli era riuscito nelle precedenti edizioni, viene sconfitto in tre set al secondo da Feliciano López.
Al ritorno sulla terra battuta raggiunge i quarti di finale sia a Båstad, eliminato in tre set da Mariano Zabaleta, che a Stoccarda, dove aveva vinto l'anno precedente; nell'edizione del 2003 supera per la quarta volta in pochi mesi Novak e viene eliminato ancora da Guillermo Coria, salito nel frattempo alla 7ª posizione mondiale, che gli infligge un umiliante 6-0, 6-0. Subisce la terza sconfitta consecutiva da Coria al terzo turno del Cincinnati Masters, riuscendo a vincere solo 3 game. Il momento negativo prosegue agli US Open con l'eliminazione al primo turno da parte del nº 64 ATP Antony Dupuis. Torna a disputare una semifinale in ottobre a Lione e cede in tre set al nº 6 del mondo Rainer Schüttler, assieme al quale perde la semifinale nel torneo di doppio. Schüttler lo elimina anche nei quarti a San Pietroburgo, questa volta in due set. Il bilancio di fine stagione segna un passo indietro rispetto all'anno precedente, e chiude il 2003 al 43º posto del ranking.

### 2004: secondo titolo ATP e top 20
Inizia il 2004 prendendosi la rivincita su Schüttler sconfiggendolo in due set al primo turno del torneo di Doha, subisce quindi 4 sconfitte consecutive tra cui quella all'Australian Open contro Grosjean. Torna al successo in febbraio a Milano e nei quarti di finale cede nel tiebreak del set decisivo a Antony Dupuis, che vincerà il torneo. Torna a disputare una semifinale in marzo a Dubai dopo aver eliminato al primo turno il nº 4 del mondo Guillermo Coria e al terzo l'emergente Rafael Nadal. Esce dal torneo per mano di Feliciano López, che si impone in tre set. Al successivo Indian Wells Masters arriva al quarto turno e viene eliminato in due set dal nº 5 del mondo Andre Agassi. Comincia male la stagione sulla terra rossa ma in maggio raggiunge per la prima volta i quarti di un torneo Masters ad Amburgo, dove viene sconfitto in tre set da Ivan Ljubičić. Al terzo turno del Roland Garros esce per mano di Nicolas Escudé. La stagione sull'erba si rivela una delusione che culmina nella sorprendente eliminazione al primo turno di Wimbledon contro Goran Ivanišević, ormai prossimo al ritiro e nº 415 del ranking.
Anche i successivi tornei non lo vedono protagonista e torna alla ribalta in agosto al suo esordio olimpico, ai Giochi di Atene; supera nei primi tre turni Xavier Malisse, Jiri Novak e Nicolas Kiefer prima di arrendersi nei quarti a Mardy Fish, che perderà al quinto set la finale contro Nicolás Massú. Al secondo turno degli US Open sconfigge in 5 set il nº 9 del mondo David Nalbandian e al terzo si arrende al quinto set a Tomáš Berdych. In settembre disputa la sua terza finale del circuito maggiore a Pechino dopo aver sconfitto senza perdere set le teste di serie Rainer Schüttler, Dominik Hrbatý e Paradorn Srichaphan. In finale dà vita a un incontro equilibrato con il nº 13 ATP Marat Safin, che si aggiudica il titolo battendolo per 7-6, 7-5. Dopo i quarti raggiunti a Lione, in ottobre viene eliminato in semifinale del torneo casalingo di Mosca da Nikolaj Davydenko con il punteggio di 5-7, 7-6, 5-7. A fine mese vince il suo secondo titolo ATP in carriera, a San Pietroburgo; fatica nella strada per la finale concedendo un set a Andy Ram, Maks Mirny e Greg Rusedski, ma trionfa nell'incontro decisivo regolando Karol Beck con un secco 6-2, 6-2. Insieme a Mirnyi raggiunge la semifinale in doppio. Ottiene un buon risultato anche all'ultimo impegno stagionale, il Paris Masters 2004, dove raggiunge i quarti battendo tra gli altri il nº 8 del mondo Tim Henman prima di soccombere in due set a Radek Štěpánek. Termina l'ottima annata con il nuovo best ranking, in 16ª posizione.

### 2005: primo titolo ATP in doppio e nº 15 del ranking in singolare
Nei primi due tornei del 2005, al primo turno di Doha e al secondo degli Australian Open, Južnyj viene eliminato da Nadal, che nello Slam australiano impiega 5 set per batterlo. A Doha viene sconfitto da Nadal anche nella finale in doppio, giocata in coppia con Andrei Pavel. Nei quarti a Dubai viene sconfitto in due set dal nº 1 del mondo Federer. In marzo partecipa alla sfida di Davis a Mosca contro il Cile, perde il primo singolare contro Fernando González ma vincendo il doppio in coppia con Safin contribuisce al passaggio del turno dei russi, che si impongono per 3-2. Nei successivi 6 tornei, tra i quali il Roland Garros, vince solo due incontri, mentre a Wimbledon passa i primi tre turni prima di incassare la seconda sconfitta stagionale contro Fernando Gonzalez. Chiude la stagione sulla terra rossa raggiungendo i quarti a Båstad, dove viene sconfitto in tre set da Tommy Robredo, e a Kitzbühel, eliminato dal vincitore del torneo Gastón Gaudio. Tra questi due tornei perde l'incontro di doppio nella sfida vinta dalla Russia per 3-2 sulla Francia, e non viene impiegato in singolare.
In agosto arriva ai quarti anche al Cincinnati Masters, battendo Berdych e Gaël Monfils prima di essere eliminato in tre set dal nº 5 del mondo Andy Roddick. Agli US Open non va oltre il terzo turno, sconfitto al tiebreak del quinto set da Xavier Malisse. A Pechino esce nei quarti per mano di Coria, ma arriva in finale nel torneo di doppio in coppia con Dmitrij Tursunov. Subito dopo arriva la grande delusione dell'eliminazione in semifinale di Coppa Davis a Spalato contro la Croazia, Južnyj gioca solo il primo singolare contro Ivan Ljubičić, perso al quinto set; i croati superano i russi per 3-2 e si aggiudicheranno per la prima volta il trofeo sconfiggendo 3-2 in finale la Slovacchia. Non conferma gli ottimi risultati ottenuti alla fine del 2004, fermandosi nei quarti sia a Mosca che a San Pietroburgo, battuto in tre set rispettivamente da Tursunov e Robin Vik, e non partecipando al Paris Masters. In doppio vince però a Mosca il suo primo titolo ATP della specialità, battendo in finale in due set in coppia con Maks Mirny il duo Igor' Andreev / Nikolaj Davydenko. Chiude al 43º posto del ranking in singolare la stagione nella quale era stato 15º in gennaio.

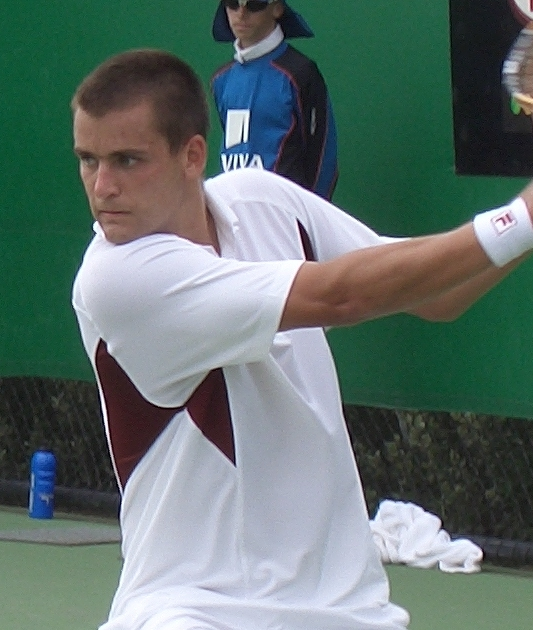
Youzhny all'Australian Open 2006

### 2006: seconda Coppa Davis e semifinale agli US Open
Al debutto stagionale esce nei quarti a Doha, sconfitto in due set da Tommy Haas. Al primo turno dell'Australian Open si fa rimontare due set di vantaggio da Malisse, che si impone al tiebreak del quinto set. Arriva ai quarti anche al successivo torneo di Zagabria battendo in rimonta negli ottavi il nº 26 ATP Jarkko Nieminen, viene eliminato dal vincitore del titolo e padrone di casa Ljubičić riuscendo a strappargli appena 5 giochi. In marzo torna a giocare una semifinale ATP a Dubai, sconfiggendo i quotati Dominik Hrbatý, Igor' Andreev e Olivier Rochus, ma oppone scarsa resistenza al nº 1 mondiale Federer che vince 6-2, 6-3. Esce al primo turno nei due Masters americani di Indian Wells e Miami. Nella sfida di Davis contro la Francia perde il doppio in coppia con Tursunov ed è ininfluente la sua vittoria nell'ultima giornata su Michaël Llodra ottenuta a risultato già acquisito per la Russia, che si qualifica per la semifinale. La prima parte della stagione sulla terra rossa è deludente, su sette incontri disputati ne vince solo due, uno dei quali al Roland Garros, dove viene eliminato al secondo turno da Carlos Moyá. A Wimbledon esce al terzo turno facendosi rimontare un set di vantaggio da Novak Đoković, che vince in 4 set. Raggiunge la sua seconda semifinale stagionale a Kitzbühel, perdendola in tre set da Juan Ignacio Chela.
La trasferta americana inizia con le eliminazioni al secondo turno nei Masters di Toronto e Cincinnati, ma raddrizza la stagione ottenendo agli US Open uno dei suoi risultati più prestigiosi, raggiungendo la prima semifinale di uno Slam in carriera. Vince facilmente al primo turno contro il nº 22 ATP Dominik Hrbatý, al secondo turno rimonta due set a Nicolás Massú e si impone 6-0 al quinto; al terzo turno batte in quattro set il nº 13 ATP David Ferrer e al quarto concede 3 soli giochi al nº 5 Tommy Robredo. Nei quarti compie l'impresa di eliminare il nº 2 del mondo Nadal con il punteggio di 6-3, 5-7, 7-6, 6-1. Il sogno si infrange dopo aver vinto il primo set contro Andy Roddick, che lo sconfigge per 6-7, 6-0, 7-6, 6-3 e perderà la finale contro Federer. Questi risultati consentono a Južnyj di recuperare 30 posizioni nel ranking, arrivando alla 24ª. Figura bene anche nel torneo di doppio, disputato in coppia con Leoš Friedl, esce nei quarti dopo aver eliminato negli ottavi di finale i fratelli Bob e Mike Bryan teste di serie numero 1. In settembre viene schierato a Mosca nella semifinale di Davis contro gli Stati uniti e porta la Russia in vantaggio 2-0 battendo in 4 set il nº 9 del mondo James Blake. Il giorno dopo perde nettamente in doppio con Tursunov contro i fratelli Bryan, ma la Russia si assicura l'accesso alla finale con la drammatica vittoria di Tursunov su Andy Roddick con il 17-15 nel quinto set. Južnyj chiude la stagione al 24º posto del ranking dopo che in ottobre uno strappo ai legamenti della caviglia durante il torneo di San Pietroburgo gli nega la possibilità di partecipare alla trionfale finale di Davis a Mosca nella quale la Russia batte l'Argentina per 3-2.

### 2007: un titolo ATP in singolare e due in doppio, top 10 e finale di Coppa Davis
A inizio stagione raggiunge i quarti di finale a Doha e si fa rimontare il set di vantaggio dal nº 5 ATP Ivan Ljubičić, che vince l'incontro grazie a due tiebreak. Nel torneo di doppio vince il titolo in coppia con Nenad Zimonjić battendo in due set Martin Damm / Leander Paes. All'Australian Open viene eliminato in tre set al terzo turno dal nº 1 del mondo e futuro vincitore del torneo Roger Federer. Si ferma in semifinale al torneo di Zagabria, battuto per l'ennesima volta da Ljubičić, che questa volta si impone per 7-5 al terzo set. Al successivo torneo di Marsiglia batte in tre set Djokovic al primo turno ed esce nei quarti per mano di Marcos Baghdatis. Il 25 febbraio a Rotterdam vince il suo terzo titolo ATP in carriera, il primo ATP International Series Gold, sconfiggendo sulla strada per la finale i top 15 Tomáš Berdych, David Ferrer e in semifinale di nuovo Djokovic. Vince il torneo battendo per 6-2, 6-4 Ljubičić, contro il quale aveva perso tutti i 6 incontri giocati in precedenza. Lo splendido momento di forma continua a Dubai con la vittoria nei quarti sul nº 2 del mondo Nadal, sconfitto con il punteggio di 7-6, 6-3; in semifinale supera Robin Söderling e in finale si deve arrendere ancora a Federer. Dopo i deludenti risultati ottenuti ai Masters americani viene schierato nei quarti di finale di Coppa Davis a Mosca contro la Francia, si fa rimontare due set dal nº 15 ATP Richard Gasquet ma si impone 8-6 al quinto, contribuendo così al successo per 3-2 della Russia. Il 5 maggio disputa a Monaco di Baviera la sua terza finale stagionale perdendo in tre set contro il padrone di casa Philipp Kohlschreiber, assieme al quale vince il torneo di doppio battendo in finale Jan Hájek / Jaroslav Levinský. Nadal si prende la rivincita su Youzhny lasciandogli solo 4 giochi negli ottavi degli Internazionali d'Italia.
Al Roland Garros raggiunge per la prima volta gli ottavi, ma di fronte a Federer subisce la decima sconfitta in altrettanti incontri disputati. Sull'erba di Halle si ritira dal torneo dopo aver superato il secondo turno a causa di un mal di schiena. Come a Parigi, a Wimbledon si presenta con la testa di serie nº 13 e al quarto turno si porta in vantaggio di due set a zero contro Nadal, nel terzo set gli torna il mal di schiena e chiede il time-out medico, al termine del quale Nadal prende il controllo del gioco e negli ultimi tre set concede a Youzhny solo 5 giochi. Si presenta con la testa di serie nº 1 ad Amersfoort e in semifinale viene eliminato dalla sorpresa del torneo Steve Darcis, nº 297 del ranking passato dalle qualificazioni, che vincerà il titolo. Con il terzo turno del Canada Masters, dove viene sconfitto da Davydenko, Youzhny entra per la prima volta nella top 10 del ranking. Al secondo turno degli US Open subisce la seconda sconfitta stagionale da Philipp Kohlschreiber. Subito dopo partecipa alla semifinale di Davis contro la Germania, perde il doppio con Dmitrij Tursunov contro Philipp Petzschner / Alexander Waske e riporta in parità sul 2-2 la sfida battendo lo stesso Petzschner; i russi conquistano la seconda finale consecutiva grazie alla vittoria di Igor' Andreev su Kohlschreiber. Si ferma in semifinale al torneo di San Pietroburgo, sconfitto al tiebreak del set decisivo dall'emergente Andy Murray. Al Paris Masters supera i top 10 Fernando González e Tommy Haas prima di cedere in due set nei quarti a Nadal. L'ultimo impegno stagionale è la finale di Davis a Portland contro gli Stati Uniti, Youzhny perde in singolare in 4 set contro Blake e non viene schierato nel doppio vinto dai fratelli Brian, che conquistano il punto del 3-0 e regalano il titolo agli americani. A fine anno è il 19º del ranking ATP.

### 2008: un titolo ATP in singolare e 2 in doppio, nº 8 del ranking
La nuova stagione inizia molto bene per Youzhny, che vince subito a Chennai il suo quarto titolo ATP perdendo un solo set in tutto il torneo; in finale demolisce Nadal con un eloquente 6-0, 6-1, infliggendogli la più pesante sconfitta della carriera. Conferma il buono stato di forma arrivando per la prima volta nei quarti all'Australian Open dopo aver battuto in tre set il nº 4 mondiale Davydenko, si inchina quindi in tre set a Jo-Wilfried Tsonga, che batterà anche Nadal e perderà contro Djokovic l'unica finale di uno Slam giocata in carriera. La sequenza di risultati garantisce a Youzhny l'8º posto del ranking, che rimarrà la miglior posizione raggiunta in carriera. Arriva ai quarti anche al successivo torneo di Marsiglia, sconfitto da Baghdatis in due set. Al torneo di doppio di Rotterdam arriva in finale in coppia con Kohlschreiber. Il grande avvio del 2008 non trova molto seguito nel resto della stagione. In primavera raggiunge gli ottavi al Miami Masters e, dopo un infortunio che lo tiene tre settimane lontano dai campi, in maggio arriva alla finale di Wold Team Cup con la Russia. Al Roland Garros cede in 4 set al terzo turno contro Fernando Verdasco. Il 15 giugno vince il suo quarto titolo ATP in doppio a Halle superando in tre set, in coppia con Miša Zverev, il duo Lukáš Dlouhý / Leander Paes. A Wimbledon viene eliminato al quarto turno da Nadal, che gli concede solo 7 giochi. Vince di nuovo due incontri consecutivi in agosto alle Olimpiadi di Pechino e al terzo turno viene sconfitto in due set da Djokovic. Un'infezione virale lo costringe a sei settimane di stop e salta gli US Open, il primo Slam in cui è assente dopo averne giocati 23 consecutivi. Il 5 ottobre vince il titolo in doppio a Tokyo in coppia con Miša Zverev, battendo di nuovo in finale Dlouhý / Paes. Termina la stagione senza altri risultati di rilievo al 32º posto del ranking.

### 2009: un titolo ATP in singolare e uno in doppio, crisi e risalita nella top 20
Non conferma il brillante inizio della stagione precedente, con l'eliminazione al secondo turno a Doha e al primo all'Australian Open, e nel giro di un mese si trova al 62º posto ATP. In febbraio raggiunge i quarti a Rotterdam, superando David Ferrer e venendo eliminato da Mario Ančić, e a Marsiglia, dove cede a Llodra al termine di due tiebreak. Nei successivi 6 tornei non supera mai il secondo turno e ne risente la classifica, in aprile scende al 76º posto e a Roma è costretto a superare le qualificazioni, per poi essere eliminato al secondo turno. Si risolleva in maggio con la finale a Monaco di Baviera, nella quale perde al tiebreak del terzo set contro Berdych. Due settimane dopo raggiunge la semifinale a Kitzbühel sconfiggendo nei quarti in due set il padrone di casa e testa di serie nº 2 Jürgen Melzer prima di essere eliminato al tiebreak del terzo set da Guillermo García López, che vincerà il torneo e il primo titolo ATP in carriera. Viene sconfitto da Victor Hănescu al secondo turno del Roland Garros. Inizia bene la stagione sull'erba al Queen's vincendo il torneo di doppio insieme a Wesley Moodie, battendo in finale in tre set la coppia Marcelo Melo / André Sá; in singolare supera al terzo turno il nº 7 ATP Gilles Simon e nei quarti si arrende al nº 16 James Blake. È l'ultimo risultato positivo dell'estate, che prosegue con una serie quasi ininterrotta di sconfitte, tra cui quella al primo turno di Wimbledon contro Juan Carlos Ferrero

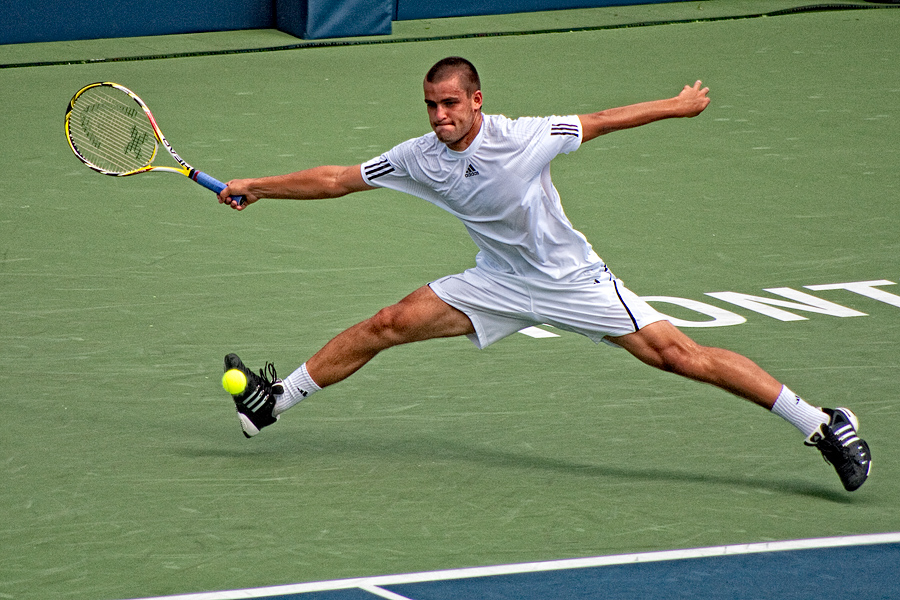
Canada Masters nel 2009

La trasferta americana inizia con il terzo turno al Canada Masters, in cui viene eliminato da Djokovic, e prosegue con il secondo turno raggiunto sia a Cincinnati che agli US Open, dove perde contro il nº 161 ATP Marco Chiudinelli. Inizia a risalire in classifica con i quarti a Kuala Lumpur, dove batte Ferrer e Baghdatis e viene estromesso da Gonzalez. La ritrovata vena lo porta alla finale dell'11 ottobre a Tokyo eliminando giocatori di primo piano come Simon, Berdych e Hewitt; il titolo lo vince Tsonga, che lo supera con il punteggio di 6-3, 6-3. Due settimane dopo vince a Mosca il quinto titolo ATP, sconfiggendo in finale Janko Tipsarević in rimonta per 6-7, 6-0, 6-4. In novembre disputa la sua quarta finale stagionale all'ATP 500 di Valencia eliminando tra gli altri Simon e Davydenko, all'atto conclusivo viene battuto dal nº 4 del mondo Andy Murray per 3-6, 2-6. Torna così tra i top 20, al 19º posto, secondo miglior russo a fine anno dietro a Davydenko, che è 7º.

### 2010: due titoli ATP in singolare e uno in doppio, semifinale agli US Open e ritorno all'8ª posizione del ranking
La stagione 2010 inizia con l'eliminazione al primo turno a Doha. Al primo turno dell'Australian Open rimonta due set a Richard Gasquet e vince 6(9)–7, 4-6, 7–6(2), 7–6(4), 6-4 nonostante un infortunio al polso. Riesce comunque a vincere agevolmente contro Jan Hájek ma si ritira dal torneo prima dell'inizio dell'incontro successivo per il dolore al polso. Dopo due settimane di riposo raggiunge la finale a Rotterdam, eliminando nei quarti il nº 12 ATP Monfils e soprattutto il nº 2 del mondo Novak Đoković in semifinale grazie a due tiebreak. Un problema a un tendine della coscia destra lo costringe al ritiro prima della finale con Robin Söderling. Le ottime prestazioni fornite lo fanno arrivare alla 15ª posizione del ranking. Raggiunge la sua seconda finale consecutiva al successivo torneo di Dubai, altro ATP 500, battendo nell'ordine Lukáš Lacko, Björn Phau, Janko Tipsarević e Jürgen Melzer. In finale Novak Đoković si prende la rivincita superandolo con il punteggio di 5-7, 7-5, 3-6 e per il tennista russo è la quarta finale consecutiva persa in un torneo ATP World Tour 500 series. A inizio marzo vince entrambi gli incontri in singolare nella sfida di Davis contro l'India e la Russia accede ai quarti di finale imponendosi per 3-2. Raggiunge quindi per la prima volta i quarti al Miami Masters e viene sconfitto in due set da Söderling. Dopo le eliminazioni al primo incontro sia a Monte-Carlo che a Roma, il 9 maggio conquista il sesto titolo in singolare battendo Marin Čilić 6-3, 4-6, 6-4 in finale a Monaco di Baviera, dove aveva perso le finali nel 2007 e nel 2009. Partecipa al Roland Garros con la testa di serie numero 11 e per la prima volta raggiunge i quarti, viene eliminato da Tomáš Berdych raccogliendo appena 6 game.
Il 13 giugno vince per la seconda volta il titolo in doppio a Halle, questa volta insieme a Serhij Stachovs'kyj, sconfiggendo in tre set Martin Damm / Filip Polášek. A Wimbledon non va oltre il secondo turno e nei quarti di finale di Davis contro l'Argentina vince il primo singolare ma perde quello decisivo con il quale Nalbandian regala la semifinale ai sudamericani. In settembre raggiunge per la seconda volta la semifinale agli US Open eliminando nell'ordine Andrej Golubev, Dudi Sela, John Isner, Tommy Robredo e nei quarti Stan Wawrinka. Viene eliminato con lo score di 2-6, 3-6, 4-6 da Rafael Nadal, che vincerà il suo primo Slam newyorkese battendo in finale Djokovic. Con queste performance il tennista russo rientra tra i primi 10 tennisti al mondo, dopo 31 mesi di assenza. Il periodo di forma continua al successivo Malaysian Open, nel quale vince in rimonta la finale contro l'emergente Andrej Golubev con il punteggio di 6-7, 6-2, 7-6. Con questa vittoria si riporta all'8ª posizione mondiale, eguagliando il proprio best ranking. Il 31 ottobre perde contro Michail Kukuškin la finale di San Pietroburgo. Sarà l'unica stagione in cui termina l'anno nella top 10 del ranking.

### 2011: un titolo in doppio
Fa il suo esordio stagionale direttamente all'Australian Open ed è eliminato al terzo turno per mano di Milos Raonic. In febbraio non conferma la finale dell'anno prima a Rotterdam, e viene sconfitto nei quarti da Söderling. A Marsiglia supera Gilles Simon e il nº 16 ATP Jo-Wilfried Tsonga per poi cedere in tre set in semifinale a Marin Čilić. Nei successivi 6 tornei vince in totale 2 soli incontri in singolare, uno dei quali a Monaco di Baviera dove l'anno prima aveva conquistato il titolo. A fine febbraio a Dubai vince però il torneo di doppio insieme a Serhij Stachovs'kyj, e sarà il suo unico titolo della stagione; grazie a questo successo in aprile raggiungerà il 38º posto nella classifica mondiale, che resterà il suo best ranking in doppio. In maggio si impone solo in uno dei tre macth disputati alla World Team Cup, con la Russia che viene eliminata nel gruppo di semifinale. Al Roland Garros si ferma al terzo turno, battuto in tre set da Albert Montanes. Sull'erba di Wimbledon elimina al terzo turno il nº 15 ATP Nicolás Almagro e al quarto strappa un set al nº 3 del mondo Federer. Subito dopo disputa due semifinali consecutive ad Amburgo e a Gstaad, perse entrambe in tre set contro i futuri vincitori dei tornei, rispettivamente Simon e Granollers. La trasferta americana si rivela disastrosa, con le sconfitte al primo turno di Montreal, Cincinnati e soprattutto agli US Open, dove aveva da difendere la semifinale dell'anno prima e i punti persi lo fanno retrocedere di 17 posizioni nel ranking. Si riscatta in settembre nello spareggio di Coppa Davis contro il Brasile a Kazan', in cui ottiene due vittorie in singolare (la seconda dopo aver salvato due match-ball contro Thomaz Bellucci) che permettono alla Russia di vincere per 3-2 la sfida e di evitare la retrocessione nel gruppo I. Gli ultimi risultati rilevanti di fine stagione sono i quarti a Pechino e la semifinale a San Pietroburgo, incontri in cui viene sconfitto rispettivamente da Ljubicic e Cilic.

### 2012: un titolo in singolare e uno in doppio
Inizia la stagione perdendo in due set da Nadal al terzo turno di Doha per poi venire sorprendentemente eliminato al primo turno dell'Australian Open dal nº 146 del ranking Andrej Golubev. Si riscatta subito a Zagabria conquistando il titolo in singolare, battendo in finale in due set Lukáš Lacko, e in doppio in coppia con Marcos Baghdatis, superando i padroni di casa Ivan Dodig / Mate Pavić. Un problema al piede lo costringe al ritiro durante il torneo di Rotterdam; rientra dopo 3 settimane a Dubai e negli ottavi sconfigge in due set in nº 8 ATP Mardy Fish, nei quarti subisce contro Federer l'ennesima sconfitta raccogliendo 7 giochi. In maggio raggiunge i quarti anche a Monaco di Baviera e cede in tre set a Marin Čilić. Nei Masters di Madrid e Roma viene battuto entrambe le volte al secondo turno da Juan Martín del Potro. Nei primi turni del Roland Garros supera senza perdere set Blake e Haase, ma al terzo turno il nº 6 ATP Ferrer gli concede solo 4 giochi. Gioca bene nei tornei sull'erba di Halle e di Wimbledon raggiungendo la semifinale nel primo e, per la prima volta, i quarti nel secondo, ma in entrambe le occasioni perde nettamente contro la sua bestia nera Federer. Dopo queste prestazioni rientra nella top 30 da cui era uscito in settembre. Vince un solo incontro nei 5 tornei che seguono, uscendo al primo turno alle Olimpiadi di Londra e agli US Open, dove spreca due set di vantaggio e viene sconfitto nel tiebreak decisivo da Gilles Müller. Perde il tiebreak nel set decisivo anche in semifinale a San Pietroburgo, contro Martin Kližan, e raggiunge i quarti a Pechino, Stoccolma e Basilea, venendo eliminato rispettivamente da Tsonga, Berdych e Gasquet. Nel ranking mondiale di fine anno è 25º e primo tra i russi.

### 2013: ultimi 2 titoli ATP e 15º nel ranking

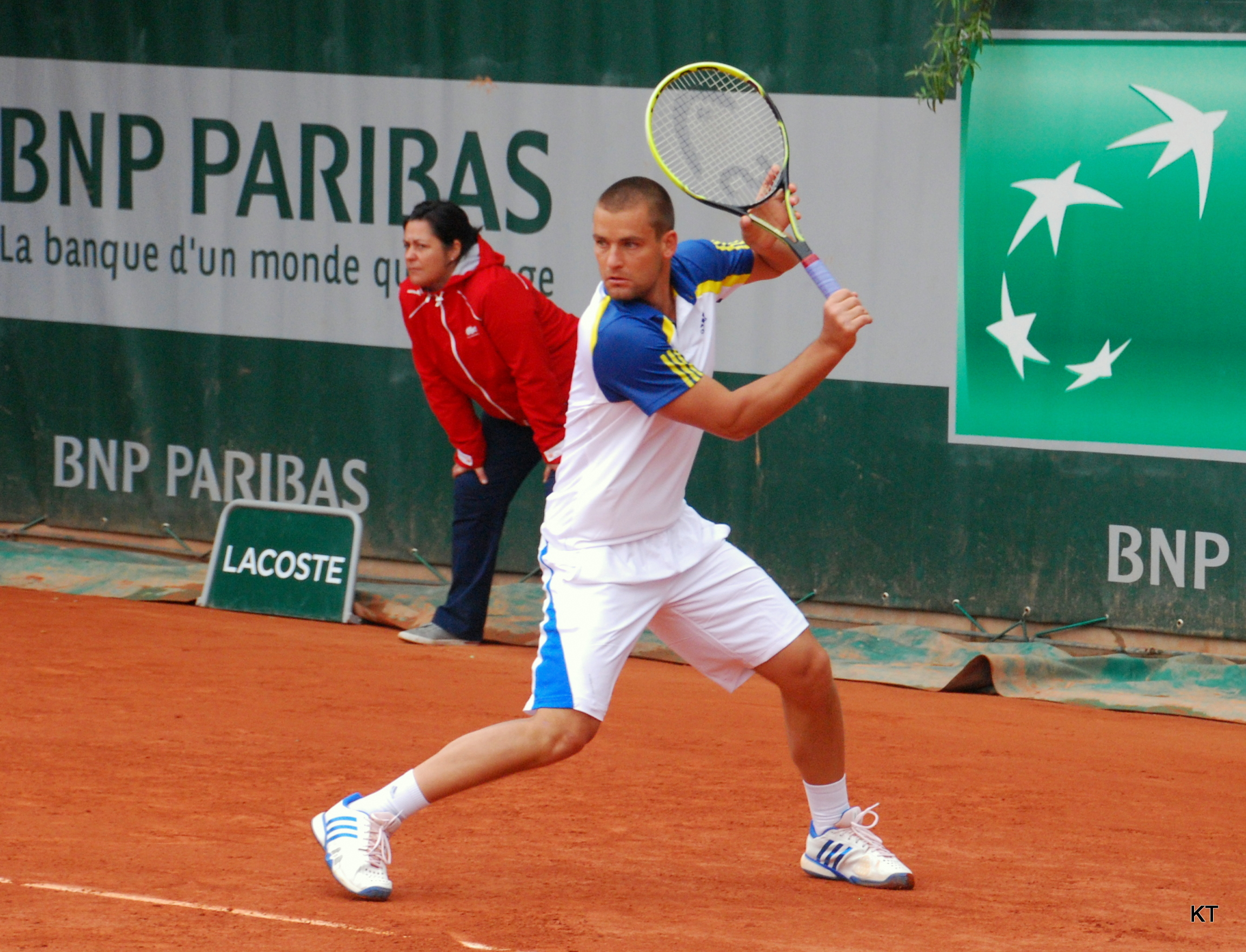
Rovescio in slice al Roland Garros 2013

L'unico risultato soddisfacente di inizio stagione è la semifinale raggiunta a Zagabria, dove peraltro era campione uscente, persa contro Cilic. Negli altri tornei disputati fino a maggio vince solo 5 dei 9 incontri giocati, uscendo al secondo turno dell'Australian Open per mano di Evgenij Donskoj. Al secondo turno del Monte Carlo Masters si fa rimontare il primo set vinto contro il nº 1 del mondo Djokovic. In maggio elimina gli specialisti della terra rossa Fognini e Almagro al Madrid Masters prima di cedere nel terzo turno al futuro vincitore del torneo Nadal. Viene sconfitto al quarto turno del Roland Garros dal nº 14 ATP Tommy Haas dopo aver eliminato il nº 12 Janko Tipsarević. In preparazione a Wimbledon si rende protagonista sull'erba di Halle sconfiggendo i top 20 Kei Nishikori e Philipp Kohlschreiber e in semifinale il nº 9 ATP Gasquet; in finale strappa per la quarta volta in carriera un set a Federer, che vince in rimonta il suo 15º match consecutivo contro Youzhny. Arriva al quarto turno dello Slam londinese e si deve arrendere all'idolo di casa Andy Murray, che vincerà per la prima volta il titolo battendo Djokovic in finale.
Il 28 luglio Youzhny vince sulla terra rossa di Gstaad il suo 9º titolo ATP in singolare; perde un set nei primi turni contro Mathieu, Andujar e Monaco, regola in due set 
Hănescu in semifinale e si aggiudica il titolo battendo 6-3, 6-4 Robin Haase. Nella trasferta americana esce al secondo turno nei Masters di Montréal, sconfitto dal padrone di casa Milos Raonic, e di Cincinnati, nel quale Murray gli lascia 5 soli game. Raggiunge per la terza volta i quarti di finale agli US Open ma, a differenza delle due volte precedenti, non arriva in semifinale, pur riuscendo a strappare un set al nº 1 del mondo Djokovic. A fine settembre si fa rimontare e perde nei quarti di Bangkok da Gasquet. La stagione finisce trionfalmente con il titolo vinto nel torneo ATP 500 di Valencia, il decimo in singolare e ultimo della carriera; al primo turno approfitta del ritiro di Bernard Tomić, al quale aveva concesso un set, al secondo batte 6-4, 6-3 Kohlschreiber e al terzo supera in tre set Jarkko Nieminen. In semifinale lascia solo 6 giochi a Tursunov e in finale piega il valenciano David Ferrer, nº 3 del mondo, con il punteggio di 6-3, 7-5. Conclude così il 2013 al 15º posto del ranking, la sua migliore posizione dall'agosto 2011.

### 2014: una semifinale ATP
Nei primi 4 tornei del 2014 supera il primo turno solo agli Australian Open, dove esce al secondo per mano di Florian Mayer al quinto set. Si qualifica per i quarti a Dubai ma un'indisposizione lo costringe a rinunciare alla sfida con Djokovic. La stagione sulla terra rossa inizia con 4 sconfitte in 5 incontri, supera il secondo turno a Roma e negli ottavi vince il primo set contro il campione uscente Nadal, che gli concede solo 3 giochi nei restanti due set. Eliminato al secondo turno sia al Roland Garros che a Wimbledon, in luglio raggiunge la sua unica semifinale del 2014 a Stoccarda e viene battuto in due set da Lukáš Rosol. Termina la stagione sul rosso con i quarti di finale a Gstaad, eliminato in due set da Robin Haase. Al primo turno del Cincinnati Masters sconfigge in due set il nº 10 ATP Tsonga, supera quindi Andreas Seppi e negli ottavi perde in due set da Ferrer. Agli US Open esce al primo turno per mano dell'emergente Nick Kyrgios e perde molte delle posizioni in classifica guadagnate con i quarti disputati l'anno prima. A Shanghai raggiunge per la sesta e ultima volta in carriera i quarti di finale in un Masters, ma come nelle precedenti occasioni gli viene negato l'accesso alla semifinale, questa volta da Feliciano López che si impone per 5-7, 6-4, 6-4. Youzhny viene rimontato nei quarti anche a Mosca, vincendo contro Kukushkin il primo set e cedendo al tiebreak nel secondo prima di essere travolto 0-6 nel terzo. È l'ultimo risultato importante dell'anno, l'eliminazione al primo turno a Valencia, dove era campione uscente, gli fa perdere 20 posizioni nel ranking e a fine stagione è 48º.

### 2015: crollo nel ranking, un titolo Challenger
Il momento negativo prosegue nel 2015 con l'eliminazione al primo turno a Doha, contro il nº 171 ATP Nikoloz Basilašvili, e all'Australian Open, dove il sorteggio gli mette di fronte Nadal che gli concede solo 7 giochi. A inizio febbraio raggiunge i quarti a Zagabria e viene eliminato in tre set da Baghdatis. Nei successivi 15 tornei vince solo 4 incontri, tra le sconfitte al primo turno vi sono quelle al Roland Garros e a Wimbledon. A fine luglio esce dalla top 100 per la prima volta da quando vi era entrato nel gennaio 2001. Vi rientra grazie agli ottavi di finale al Masters di Montréal con le vittorie in due set sul nº 19 ATP Viktor Troicki e sul nº 11 Gilles Simon, deve quindi inchinarsi di nuovo in due set a Nadal. Non supera le qualificazioni a Cincinnati ed esce al secondo turno agli US Open. La mancata partecipazione allo Shanghai Masters e l'eliminazione al primo turno a Mosca, tornei nei quali aveva raggiunto i quarti l'anno prima, lo trascinano al 153º posto del ranking. Deve quindi dedicarsi ai tornei Challenger e inizia la risalita in novembre battendo Benjamin Becker nella finale di Eckental.

### 2016: tre titoli Challenger, tre quarti di finale ATP e rientro nella top 50
Costretto a saltare l'Australian Open dopo 14 partecipazioni consecutive, in gennaio Youzhny rientra nella top 100 con tre titoli Challenger consecutivi conquistati nei due tornei di Bangkok (Bangkok Challenger e Bangkok Challenger II) e in quello di Manila, battendo nelle rispettive finali Gō Soeda, Adam Pavlásek e Marco Chiudinelli. Abbandona quindi il circuito Challenger per dedicarsi nuovamente al circuito maggiore; supera le qualificazioni a Dubai e perde al primo turno. Raggiunge il secondo turno nei due Masters statunitensi di Indian Wells (nel quale deve dare forfait) e Miami, mentre nei 6 tornei a cui partecipa in Europa sulla terra rossa supera il primo turno solo a Barcellona. Al Roland Garros esce al primo turno con la sconfitta in 5 set per mano di Ivan Dodig. Torna a disputare un quarto di finale ATP sull'erba di Stoccarda con le vittorie sul nº 22 ATP Feliciano López e su Serhij Stachovs'kyj, viene eliminato dal nº 7 del mondo Dominic Thiem in un match terminato con il punteggio di 6-3, 4-6, 5-7. Supera due turni a Nottingham mentre viene eliminato al secondo turno di Wimbledon costringendo però al quinto set il nº 22 ATP Alexander Zverev. In luglio raggiunge i quarti a Gstaad e viene sconfitto da Dustin Brown.
Inizia la trasferta americana con le sconfitte al secondo turno nei Masters di Toronto contro il nº 5 del mondo Wawrinka e di Cincinnati contro il nº 5 Nishikori. Deve dare forfait durante il torneo di Winston-Salem per una distorsione ma la settimana dopo è in campo agli US Open; sconfigge senza perdere set Martin Kližan e Guido Pella, e al terzo turno è costretto al ritiro nel primo set del match contro Djokovic. Prosegue la risalita in classifica arrivando nei quarti a San Pietroburgo grazie alla vittoria in tre set sul nº 6 del mondo Milos Raonic prima di incassare la seconda sconfitta stagionale da Alexander Zverev. In ottobre supera le qualificazioni a Shanghai e nonostante la sconfitta al primo turno sale alla 49ª posizione del ranking, la migliore dal gennaio 2015. Termina la stagione 57º dopo altre 4 sconfitte consecutive.

### 2017. due titoli Challenger e un quarto di finale ATP
Raggiunge i quarti di finale nel primo torneo dell'anno a Chennai e dopo essere stato in vantaggio 6-2, 4-1 perde in tre set da Roberto Bautista Agut, che vincerà il titolo. Questo risultato non compensa i tre Challenger vinti un anno prima e con il ritiro nel match di primo turno all'Australian Open scende al 91º posto del ranking. Nonostante la classifica precaria disputa la maggior parte della stagione nel circuito maggiore ma non supera più il secondo turno. Tra i risultati degni di nota in questo periodo vi sono la vittoria su Medvedev a Indian Wells, la sconfitta al quinto set al Roland Garros contro Rogério Dutra da Silva dopo aver sprecato due match-ball, la vittoria in due set sul nº 24 ATP Ivo Karlović a Halle e quella su Mahut al primo turno di Wimbledon, dove al secondo turno strappa il primo set nell'equilibrato incontro perso contro il nº 7 ATP Milos Raonic. Al secondo turno degli US Open sfiora l'impresa di battere per la prima volta Federer, che vince dopo essere stato in svantaggio 2 set a 1 e si aggiudica il 17º e ultimo incontro con Youzhny. Verso fine anno torna a giocare nel circuito Challenger e grazie ai titoli conquistati a Ningbo (6-1, 6-1 in finale a Tarō Daniel) e a Ho Chi Minh (6-4, 6-4 a John Millman) termina la stagione all'84º posto del ranking, dopo essere stato 126º in ottobre.

### 2018: il ritiro
Inizia l'ultima stagione della carriera con l'eliminazione al primo turno dell'Australian Open. In febbraio raggiunge il secondo turno a New York e a Delray Beach. A fine marzo arriva il risultato più significativo della stagione al Miami Masters con le vittorie sul nº 61 ATP Guido Pella e sul nº 28 Gilles Müller prima di essere eliminato al terzo turno da John Isner, che vincerà il torneo aggiudicandosi l'unico Masters 1000 della carriera. Nel corso della stagione Youzhny vincerà altri tre incontri nei tabelloni principali ATP e nessuno negli Slam, con le eliminazioni al primo turno al Roland Garros e a Wimbledon e con il ritiro sempre al primo turno agli US Open. Vince il suo ultimo incontro in settembre al primo turno nell'ATP 250 di San Pietroburgo battendo in due set il nº 78 ATP Mirza Bašić e nel turno successivo chiude la carriera con la sconfitta al terzo set contro il nº 26 Roberto Bautista Agut. Annuncia il ritiro alla fine del torneo, all'età di 36 anni, quando era il nº 115 del ranking.

## Carriera da allenatore
Dopo il ritiro dall'agonismo inizia la carriera di allenatore e nell'agosto 2019 diventa il nuovo coach di Denis Shapovalov, già nº 20 del ranking ATP, che stava attraversando un periodo negativo ed era sceso al 38º posto. Sotto la guida di Youzhny, il tennista canadese vince il suo primo titolo ATP a Stoccolma nell'ottobre 2019, due settimane dopo raggiunge la finale al Paris Masters ed entra nella top 10 nel settembre 2020.

## Statistiche

### Singolare

#### Vittorie (10)
| Legenda                                                |
| Grande Slam (0)                                        |
| ATP World Tour Finals (0)                              |
| ATP Masters Series / ATP Masters 1000 (0)              |
| ATP International Series Gold / ATP World Tour 500 (3) |
| ATP International Series / ATP World Tour 250 (7)      |

| Numero | Data             | Torneo                                      | Superficie    | Avversario in finale | Punteggio               |
| 1.     | 21 luglio 2002   | Mercedes Cup, Stoccarda                     | Terra rossa   | Guillermo Cañas      | 6-3, 3-6, 3-6, 6-4, 6-4 |
| 2.     | 31 ottobre 2004  | St. Petersburg Open, San Pietroburgo        | Sintetico (i) | Karol Beck           | 6-2, 6-2                |
| 3.     | 25 febbraio 2007 | ABN AMRO World Tennis Tournament, Rotterdam | Cemento (i)   | Ivan Ljubičić        | 6-2, 6-4                |
| 4.     | 6 gennaio 2008   | Chennai Open, Chennai                       | Cemento       | Rafael Nadal         | 6-0, 6-1                |
| 5.     | 25 ottobre 2009  | Kremlin Cup, Mosca                          | Cemento (i)   | Janko Tipsarević     | 6-7, 6-0, 6-4           |
| 6.     | 9 maggio 2010    | BMW Open, Monaco di Baviera                 | Terra rossa   | Marin Čilić          | 6-3, 4-6, 6-4           |
| 7.     | 3 ottobre 2010   | Malaysian Open, Kuala Lumpur                | Cemento (i)   | Andrej Golubev       | 6(2)–7, 6-2, 7–6(3)     |
| 8.     | 5 febbraio 2012  | PBZ Zagreb Indoors, Zagabria                | Cemento (i)   | Lukáš Lacko          | 6-2, 6-3                |
| 9.     | 28 luglio 2013   | Crédit Agricole Suisse Open Gstaad, Gstaad  | Terra rossa   | Robin Haase          | 6-3, 6-4                |
| 10.    | 27 ottobre 2013  | Valencia Open 500, Valencia                 | Cemento (i)   | David Ferrer         | 6-3, 7-5                |

#### Finali perse (11)
| Legenda                                                |
| Grande Slam (0)                                        |
| ATP World Tour Finals (0)                              |
| ATP Masters Series / ATP Masters 1000 (0)              |
| ATP International Series Gold / ATP World Tour 500 (5) |
| ATP International Series / ATP World Tour 250 (6)      |

| Numero | Data              | Torneo                                       | Superficie    | Avversario in finale  | Punteggio        |
| 1.     | 28 ottobre 2002   | St. Petersburg Open, San Pietroburgo (1)     | Sintetico (i) | Sébastien Grosjean    | 5-7, 4-6         |
| 2.     | 20 settembre 2004 | China Open, Pechino                          | Cemento       | Marat Safin           | 6(4)–7 5-7       |
| 3.     | 3 marzo 2007      | Dubai Tennis Championships, Dubai (1)        | Cemento       | Roger Federer         | 4-6, 3-6         |
| 4.     | 6 maggio 2007     | BMW Open, Monaco di Baviera (1)              | Terra rossa   | Philipp Kohlschreiber | 6-2, 3-6, 4-6    |
| 5.     | 10 maggio 2009    | BMW Open, Monaco di Baviera (2)              | Terra rossa   | Tomáš Berdych         | 4-6, 6-4, 6(5)–7 |
| 6.     | 11 ottobre 2009   | Japan Open Tennis Championships, Tokyo       | Cemento       | Jo-Wilfried Tsonga    | 3-6, 3-6         |
| 7.     | 8 novembre 2009   | Open de Tenis Comunidad Valenciana, Valencia | Cemento (i)   | Andy Murray           | 3-6, 2-6         |
| 8.     | 14 febbraio 2010  | ABN AMRO World Tennis Tournament, Rotterdam  | Cemento (i)   | Robin Söderling       | 4-6, 0-2 rit.    |
| 9.     | 28 febbraio 2010  | Dubai Tennis Championships, Dubai (2)        | Cemento       | Novak Đoković         | 5-7, 7-5, 3-6    |
| 10.    | 31 ottobre 2010   | St. Petersburg Open, San Pietroburgo (2)     | Cemento (i)   | Michail Kukuškin      | 3-6, 6(2)–7      |
| 11.    | 16 giugno 2013    | Halle Open, Halle                            | Erba          | Roger Federer         | 7–6(5), 3-6, 4-6 |

### Doppio

#### Vittorie (9)
| Legenda                                                |
| Grande Slam (0)                                        |
| ATP World Tour Finals (0)                              |
| ATP Masters Series / ATP Masters 1000 (0)              |
| ATP International Series Gold / ATP World Tour 500 (2) |
| ATP International Series / ATP World Tour 250 (7)      |

| Numero | Data             | Torneo                                 | Superficie    | Compagno              | Avversari in finale             | Punteggio        |
| 1.     | 17 ottobre 2005  | Kremlin Cup, Mosca                     | Sintetico (i) | Maks Mirny            | Igor' Andreev Nikolaj Davydenko | 6-1, 6-1         |
| 2.     | 7 gennaio 2007   | Qatar Open ATP, Doha                   | Cemento       | Nenad Zimonjić        | Martin Damm Leander Paes        | 6-1, 7–6(3)      |
| 3.     | 6 maggio 2007    | BMW Open, Monaco di Baviera            | Terra rossa   | Philipp Kohlschreiber | Jan Hájek Jaroslav Levinský     | 6-1, 6-4         |
| 4.     | 15 giugno 2008   | Halle Open, Halle                      | Erba          | Miša Zverev           | Lukáš Dlouhý Leander Paes       | 3-6, 6-4, [10-3] |
| 5.     | 5 ottobre 2008   | Japan Open Tennis Championships, Tokyo | Cemento       | Miša Zverev           | Lukáš Dlouhý Leander Paes       | 6-3, 6-4         |
| 6.     | 14 giugno 2009   | Queen's Club Championships, Londra     | Erba          | Wesley Moodie         | Marcelo Melo André Sá           | 6-4, 4-6, [10-6] |
| 7.     | 13 giugno 2010   | Halle Open, Halle                      | Erba          | Serhij Stachovs'kyj   | Martin Damm Filip Polášek       | 4-6, 7-5, [10-7] |
| 8.     | 27 febbraio 2011 | Dubai Tennis Championships, Dubai      | Cemento       | Serhij Stachovs'kyj   | Jérémy Chardy Feliciano López   | 4-6, 6-3, [10-3] |
| 9.     | 5 febbraio 2012  | PBZ Zagreb Indoors, Zagabria           | Cemento       | Marcos Baghdatis      | Ivan Dodig Mate Pavić           | 6-2, 6-2         |

#### Finali perse (3)
| Legenda                                                |
| Grande Slam (0)                                        |
| ATP World Tour Finals (0)                              |
| ATP Masters Series / ATP Masters 1000 (0)              |
| ATP International Series Gold / ATP World Tour 500 (1) |
| ATP International Series / ATP World Tour 250 (2)      |

| Numero | Data              | Torneo                                      | Superficie  | Compagno              | Avversari in finale            | Punteggio        |
| 1.     | 9 gennaio 2005    | Qatar Open ATP, Doha                        | Cemento     | Andrei Pavel          | Albert Costa Rafael Nadal      | 3-6, 6-4, 3-6    |
| 2.     | 24 settembre 2005 | China Open, Pechino                         | Cemento     | Dmitrij Tursunov      | Justin Gimelstob Nathan Healey | 6-4, 3-6, 2-6    |
| 3.     | 23 febbraio 2008  | ABN AMRO World Tennis Tournament, Rotterdam | Cemento (i) | Philipp Kohlschreiber | Tomáš Berdych Dmitrij Tursunov | 5-7, 6-3, [7-10] |

## Risultati in progressione
| Sigla | Risultato               |
| ----- | ----------------------- |
| V     | Vincitore               |
| F     | Finalista               |
| SF    | Semifinalista           |
| O     | Oro olimpico            |
| A     | Argento olimpico        |
| SF    | Bronzo olimpico         |
| QF    | Quarti di Finale        |
| 4T    | Quarto turno            |
| 3T    | Terzo turno             |
| 2T    | Secondo turno           |
| 1T    | Primo turno             |
| RR    | Round Robin             |
| LQ    | Turno di qualificazione |
| A     | Assente                 |
| ND    | Non disputato           |

| Legenda superfici    |
| -------------------- |
| Cemento              |
| Terra battuta        |
| Erba                 |
| Superficie variabile |

Statistiche aggiornate al 30 maggio 2017:
| Torneo                     | 1999            | 2000            | 2001            | 2002            | 2003            | 2004            | 2005                   | 2006                   | 2007                   | 2008                   | 2009            | 2010            | 2011            | 2012            | 2013            | 2014            | 2015            | 2016            | 2017            | 2018            | Carriera V-P |
| -------------------------- | --------------- | --------------- | --------------- | --------------- | --------------- | --------------- | ---------------------- | ---------------------- | ---------------------- | ---------------------- | --------------- | --------------- | --------------- | --------------- | --------------- | --------------- | --------------- | --------------- | --------------- | --------------- | ------------ |
| Tornei Grande Slam         |                 |                 |                 |                 |                 |                 |                        |                        |                        |                        |                 |                 |                 |                 |                 |                 |                 |                 |                 |                 |              |
| Australian Open, Melbourne | A               | A               | 3T              | 3T              | 4T              | 1T              | 2T                     | 1T                     | 3T                     | QF                     | 1T              | 3T              | 3T              | 1T              | 2T              | 2T              | 1T              | A               | 1T              | 1T              | 20–16        |
| Open di Francia, Parigi    | A               | LQ              | 1T              | 1T              | 2T              | 3T              | 2T                     | 2T                     | 4T                     | 3T                     | 2T              | QF              | 3T              | 3T              | 4T              | 2T              | 1T              | 1T              | 1T              | 1T              | 23–18        |
| Wimbledon, Londra          | A               | A               | 4T              | 4T              | 2T              | 1T              | 4T                     | 3T                     | 4T                     | 4T                     | 1T              | 2T              | 4T              | QF              | 4T              | 2T              | 1T              | 2T              | 2T              | 1T              | 32-18        |
| US Open, New York          | A               | A               | 3T              | A               | 1T              | 3T              | 3T                     | SF                     | 2T                     | A                      | 2T              | SF              | 1T              | 1T              | QF              | 1T              | 2T              | 3T              | 2T              | 1T              | 26-16        |
| Vittorie-Sconfitte         | 0–0             | 0–0             | 7–4             | 5–3             | 5–4             | 4–4             | 7–4                    | 8–4                    | 9–4                    | 9–3                    | 2–4             | 12-4            | 7-4             | 6-4             | 11-4            | 3-4             | 1-4             | 3-3             | 2-4             | 0-4             | 101–68       |
| Nazionale                  |                 |                 |                 |                 |                 |                 |                        |                        |                        |                        |                 |                 |                 |                 |                 |                 |                 |                 |                 |                 |              |
| Giochi Olimpici            | ND              | A               | Non disputato   | Non disputato   | Non disputato   | QF              | Non disputato          | Non disputato          | Non disputato          | 3T                     | Non disputato   | Non disputato   | Non disputato   | 1T              | Non disputato   | Non disputato   | Non disputato   | A               | Non disputato   | Non disputato   | 5-3          |
| Coppa Davis                | A               | QF              | QF              | V               | QF              | 1T              | QF                     | V                      | F                      | SF                     | QF              | QF              | PO              | 1T              | A               | A               | A               | A               | A               | A               | 15-11        |
| World Tour Finals          |                 |                 |                 |                 |                 |                 |                        |                        |                        |                        |                 |                 |                 |                 |                 |                 |                 |                 |                 |                 |              |
| ATP World Tour Finals      | Non qualificato | Non qualificato | Non qualificato | Non qualificato | Non qualificato | Non qualificato | Non qualificato        | Non qualificato        | Non qualificato        | Non qualificato        | Non qualificato | Non qualificato | Non qualificato | Non qualificato | Non qualificato | Non qualificato | Non qualificato | Non qualificato | Non qualificato | Non qualificato | 0–0          |
| ATP Masters 1000           |                 |                 |                 |                 |                 |                 |                        |                        |                        |                        |                 |                 |                 |                 |                 |                 |                 |                 |                 |                 |              |
| Indian Wells               | A               | A               | A               | LQ              | 1T              | 4T              | 2T                     | 1T                     | 2T                     | 3T                     | 1T              | A               | A               | A               | 2T              | A               | 1T              | 2T              | 2T              | 1T              | 6-11         |
| Miami                      | A               | A               | A               | A               | 2T              | 1T              | 2T                     | 1T                     | 3T                     | 4T                     | 2T              | QF              | 3T              | A               | 3T              | A               | 2T              | 2T              | 1T              | 3T              | 13-14        |
| Monte Carlo                | A               | A               | 3T              | A               | 1T              | A               | A                      | 1T                     | 2T                     | 2T                     | LQ              | 2T              | 1T              | 1T              | 2T              | 1T              | 1T              | Q2              | Q2              | A               | 4–11         |
| Roma                       | A               | A               | LQ              | A               | 1T              | 1T              | 1T                     | 2T                     | 3T                     | A                      | 2T              | 1T              | 1T              | 2T              | 2T              | 3T              | A               | A               | A               | Q2              | 8–11         |
| Madrid                     | A               | A               | LQ              | 3T              | 1T              | 1T              | 1T                     | A                      | 2T                     | 1T                     | A               | 2T              | 1T              | 2T              | 3T              | 2T              | A               | Q2              | Q2              | Q2              | 7–11         |
| Montreal/Toronto           | A               | A               | A               | A               | 1T              | 2T              | 1T                     | 2T                     | 3T                     | 2T                     | 3T              | 2T              | 1T              | 2T              | 2T              | 1T              | 3T              | 2T              | 1T              | 2T              | 13–16        |
| Cincinnati                 | A               | A               | A               | A               | 3T              | 2T              | QF                     | 2T                     | 2T                     | 1T                     | 2T              | 1T              | 1T              | 1T              | 2T              | 3T              | Q2              | 2T              | 1T              | A               | 13–14        |
| Shanghai                   | NH              | NH              | NH              | NH              | NH              | NH              | Non ATP Masters Series | Non ATP Masters Series | Non ATP Masters Series | Non ATP Masters Series | A               | 2T              | 1T              | 1T              | 1T              | QF              | A               | 1T              | Q1              | A               | 3–6          |
| Parigi                     | A               | A               | LQ              | A               | 1T              | QF              | A                      | A                      | QF                     | 1T                     | A               | 2T              | 1T              | 1T              | 1T              | 1T              | A               | Q1              | A               | A               | 6-9          |
| Amburgo                    | A               | A               | A               | 1T              | 3T              | QF              | 2T                     | 1T                     | 1T                     | 1T                     | ATP 500         | ATP 500         | ATP 500         | ATP 500         | ATP 500         | ATP 500         | ATP 500         | ATP 500         | ATP 500         | ATP 500         | 6–7          |
| Vittorie-Sconfitte         | 0–0             | 0–0             | 2-1             | 2–2             | 4–9             | 11–8            | 4–7                    | 3–7                    | 10–9                   | 4–8                    | 5–5             | 5–8             | 1–8             | 3–7             | 7-9             | 8-7             | 3-4             | 4-4             | 1-4             | 2-3             | 79-110       |
| Statistiche Carriera       |                 |                 |                 |                 |                 |                 |                        |                        |                        |                        |                 |                 |                 |                 |                 |                 |                 |                 |                 |                 |              |
| Finali ATP World Tour      | 0               | 0               | 0               | 2               | 0               | 2               | 0                      | 0                      | 3                      | 1                      | 4               | 5               | 0               | 1               | 3               | 0               | 0               | 0               | 0               | 0               | 21           |
| Tornei ATP vinti           | 0               | 0               | 0               | 1               | 0               | 1               | 0                      | 0                      | 1                      | 1                      | 1               | 2               | 0               | 1               | 2               | 0               | 0               | 0               | 0               | 0               | 10           |
| Vittorie-Sconfitte         | 0–1             | 6–8             | 20–20           | 31–24           | 29–27           | 42–27           | 23–23                  | 25–21                  | 50–24                  | 28–22                  | 42–28           | 43-19           | 27-24           | 33-21           | 39-24           | 18-23           | 9–24            | 17–18           | 10-20           | 7–18            | 499–416      |
| Ranking di fine anno       | 327             | 113             | 58              | 32              | 43              | 16              | 43                     | 24                     | 19                     | 33                     | 19              | 10              | 35              | 25              | 15              | 48              | 127             | 57              | 84              | 115             | N/A          |